# Namphamon de Madaure
Namphamon († 198 ou 200), ou Namphamonem ou Namphanion ou Namphanionem, est le premier martyr d'Afrique (archimartyr).
Avec ses compagnons saints Miggine ou Mygdine, Lucita ou Lucitas et Sanamis ou Sanaë, il subit le martyre à Madaure en Numidie, sous Septime Sévère.
C'est un saint chrétien fêté localement le 4 juillet,.